# Bahlingen am Kaiserstuhl
Bahlingen am Kaiserstuhl – miejscowość i gmina w Niemczech, w kraju związkowym Badenia-Wirtembergia, w rejencji Fryburg, w regionie Südlicher Oberrhein, w powiecie Emmendingen, wchodzi w skład związku gmin Nördlicher Kaiserstuhl. Leży w Kaiserstuhl, ok. 10 km na zachód od Emmendingen.